# Goudse Hout
De Goudse Hout is een 83 hectare groot recreatie- en natuurgebied in de Nederlandse stad Gouda. Het park bevindt zich in de wijk Gouda Noord.
Het natuurgebied wordt ruwweg omsloten door de Goudse Houtsingel in het oosten en zuiden, de spoorlijn Utrecht - Rotterdam en het poldergebied in het zuidoosten, het plassen- en natuurgebied de Reeuwijkse plassen in het oosten en de Platteweg in het noorden. Ook via de Platteweg grenst de Goudse Hout aan de Reeuwijkse plassen.
De Goudse Hout is aangelegd in de jaren 80 van de twintigste eeuw, op de polder Willens, waarbij de oude verkavelde structuur uit de middeleeuwen grotendeels is behouden. Delen zijn beplant met bomen en struiken, andere delen hebben nog altijd een zeer open karakter. Ook zijn er enkele kleine meertjes. In het westen zijn een wieler- en skeelerbaan aangelegd, en verder zijn er een manege, Heemtuin Goudse Hout (1987), natuurspeelplaats Eldorado (2019), Goudse smultuin (2014) en een herdershonden vereniging. In het zuiden ligt een volkstuinencomplex en bevindt zich tevens een parkeerplaats.